# Rupenidi
I Rupenidi o Rubenidi furono una famiglia armena, che si trasferì in Cilicia dopo la conquista dell'Armenia da parte dei Selgiuchidi.
La dinastia prese il nome dal suo fondatore, il principe armeno Ruben I.
Essi arrivarono a dominare parte della Cilicia e fondarono il Regno armeno di Cilicia.
I Rupenidi furono principi e poi re di Cilicia dal 1080 circa fino a quanto si estinsero, nel 1222, e furono soppiantati dalla famiglia rivale degli Hetumidi, nella metà del XIII secolo.
La nuova nazione armena stabilì strette relazioni con i paesi europei e giocò un importante ruolo durante le Crociate, fornendo agli eserciti crociati un sicuro rifugio e rifornimenti sulla loro via verso Gerusalemme.
Matrimoni con famiglie di crociati europei erano comuni, e religione, politica e cultura subirono una forte influenza europea.

## Genealogia
Ruben I, († 1095) Signore delle Montagne
```
│
└──> 
Costantino I
 († 1100), Signore delle Montagne
     │
     ├──> 
Beatrice
, sposa: 
Joscelin I
, 
conte di Edessa
 († 1131)
     │
     ├──> 
Thoros I
 († 1129) Principe delle Montagne
     │
     └──> 
Leone I
 († 1138) Principe delle Montagne
          X Beatrice di Rethel
          │
          ├──> 
Thoros II
 (1115, † 1169) Principe delle Montagne
          │    X 1149 Isabella, figlia di 
Joscelin II
, 
conte di Edessa

          │    │
          │    ├──> 
Ruben II
 († 1170), Principe delle Montagne
          │    │
          │    ├──> una figlia sposa: Hethoum III, signore di 
Lampron
 (
Hetumidi
)
          │    │
          │    └──> una figlia sposa: 
Isacco Ducas Comneno
, 
imperatore di Cipro

          │
          ├──> 
Stefano
 († 
1165
)
          │    X Rita di Barbaron († 
1210
)
          │    │
          │    ├──> 
Ruben III
 († 1186), Principe delle Montagne
          │    │    X Isabella, figlia di 
Umfredo III di Toron

          │    │    │
          │    │    ├──> Alice, sposa: 
Raimondo IV di Tripoli

          │    │    │
          │    │    └──> Filippa, sposa: 
Teodoro I Lascaris
, 
Imperatore di Nicea

          │    │
          │    ├──> 
Leone II
 († 1219), primo re della Piccola Armenia
          │    │    X1) Isabella d'Autriche
          │    │    X2) Sibilla di Lusignano
          │    │    │
          │    │    ├──2> 
Isabella
 (1212 - 1252) regina della Piccola Armenia
          │    │    │     X1) 
Filippo d'Antiochia
 († 1226), re della Piccola Armenia
          │    │    │     X2) 
Aitone I
 (1215 - 1270)
          │    │    │
          │    │    └──1> Rita († 1219), sposa: 
Giovanni di Brienne

          │    │
          │    └──> Doleta sposa: Bertrando Embriaco di Gibelet
          │
          └──> 
Mleh
 († 
1175
), Principe delle Montagne
```